# Pećigrad
Pećigrad (en cyrillique : Пећиград) est un village de Bosnie-Herzégovine. Il est situé dans la municipalité de Cazin, dans le canton d'Una-Sana et dans la fédération de Bosnie-et-Herzégovine. Selon les premiers résultats du recensement bosnien de 2013, il compte 987 habitants.

## Démographie

### Évolution historique de la population
| 1948 | 1953 | 1961 | 1971 | 1981  | 1991  | 2013 |
| ---- | ---- | ---- | ---- | ----- | ----- | ---- |
| -    | -    | 634  | 939  | 1 047 | 1 135 | 987  |

|  |

### Communauté locale
En 1991, la communauté locale de Pećigrad comptait 3 778 habitants, répartis de la manière suivante :